# Polska Partia Socjalistyczna (1944–1948)
Polska Partia Socjalistyczna (określenia: koncesjonowana, lubelska, powojenna) – partia polityczna utworzona we wrześniu 1944 na terenach będących pod kontrolą PKWN przez część działaczy Robotniczej Partii Polskich Socjalistów, m.in. Edwarda Osóbkę-Morawskiego, Bolesława Drobnera i Stefana Matuszewskiego. Do niej przyłączyła się część działaczy PPS-WRN (Józef Cyrankiewicz, Stanisław Szwalbe), a także inni, powracający do Polski po wojnie z zagranicy (np. Oskar Lange, krypt. Friend, Henryk Jabłoński).
Była członkiem powstałej w 1944 roku z inspiracji PPR Komisji Porozumiewawczej Stronnictw Demokratycznych.

## Historia

### Utworzenie
W dniach 10–11 września 1944 w Lublinie odbył się XXV kongres PPS. Zachowanie numeracji kongresów przedwojennej partii miało sugerować kontynuację jej tradycji, choć początkowo określano go jako I Zjazd i odrzucano historię oraz tradycje przedwojennej PPS. W rzeczywistości jednak kongres został zainicjowany i zorganizowany przez Polską Partię Robotniczą, a kadry nowej PPS, to prawie wyłącznie drugorzędni działacze aparatu partyjnego i związkowego starej PPS, szczebla powiatowego i wojewódzkiego, z których wielu w okresie okupacji niemieckiej nie przejawiało aktywności politycznej.
Tak powstanie partii wspomina Zygmunt Żuławski: premier p. Edward Osóbka, dawny członek PPS, potem prezes PS i RPPS, wykorzystując błąd, jaki popełnił swego czasu tow. Pużak, przez stworzenie swojego WRN, przez usunięcie legalnych władz partii i przez „ustalenie jednolitego poglądu na konieczność wyrzeczenia się współdziałania w ruchu jednostek dawnego ruchu legalnego” – teraz powołał nową PPS i nowe jej władze, ogłosił się ich prezesem i „wyrzekł się współdziałania” z dawnymi jej członkami. Powstała więc nowa PPS, a właściwie druga, która z pierwszą, oprócz nazwy, nie miała nic wspólnego ani co do treści ideowej, ani co do składu ludzi, którzy ją tworzyli.
Najbardziej prominentnymi działaczami w tym okresie byli:
- Bolesław Drobner, już przed wojną posiadał duże wpływy w Polskiej Partii Socjalistycznej, najpierw jako członek Socjalno-Demokratycznej Partii Galicji i Śląska Cieszyńskiego, uważany za zwolennika tzw. niezależnych socjalistów i współpracy z komunistami – z tego też powodu pełnił wiele wysokich stanowisk po wojnie. Ze względu na samodzielne pomysły i ideowość odsuwany od władzy w państwie i partii. Ostatecznie wyrzucony z partii w czasie stalinowskich czystek w 1948,
- Edward Osóbka-Morawski – początkowo był uznawany za zwolennika hegemonii PPR, wraz jednak z rozwojem Partii opowiadał się za niezależną polityką. Na sugestie komunistów w sprawie oczyszczenia PPS z działaczy WRN i działaczy nieprzychylnych ZSRR i PPR, miał odpowiedzieć: Wy macie w szeregach bandytów sanatorów, więc oczyśćcie siebie, a nie naszą Partię,
- Stefan Matuszewski – określony przez przedwojenna KPP jak: człowiek o wąskich horyzontach, działacz na małą skalę[6]. Był zwolennikiem jednego frontu, wydalenia z partii nieprzychylnym komunistom działaczy oraz połączenia PPS i PPR.

Od wiosny 1945 r. do „koncesjonowanej” PPS zaczęli napływać dawni pepeesowcy, choć przywódcy starej PPS pozostawali na emigracji (Tomasz Arciszewski, Jan Kwapiński) bądź dystansowali się wobec „lublinian” (Kazimierz Pużak, Zygmunt Zaremba). Niemniej wśród partii powstałych pod auspicjami Bloku Demokratycznego, którego dyrygentem była PPR, socjaliści tworzyli organizację najliczniejszą i najbardziej samodzielną.
| Data                 | Miejscowości                                                                                                |
| -------------------- | --- |
| sierpień             | Lublin, Mielec, Nisko                                                                                       |
| 7 wrzesień           | Rzeszów |
| wrzesień-listopad    | Krosno, Stalowa Wola, Jarosław, Sanok, Przemyśl, Dębica, Tarnobrzeg                                         |
| 17 październik       | Sandomierz                                                                                                  |
| październik-listopad | Zamość, Siedlce, Kraśnik, Biała Podlaska, Garwolin, Ostrołęka, Mińsk Mazowiecki, Wołomin, Ostrów Mazowiecka |
| 23 listopad          | Warszawa prawobrzeżna                                                                                       |
| listopad-grudzień    | Hajnówka, Suwałki, Łomża, Siemiatycze                                                                       |
| grudzień             | Białystok                                                                                                   |

### Rozwój
Partia rozrosła się od kilku tysięcy członków w 1944 do ponad 600 tysięcy w połowie 1947 roku; ścierały się w niej koncepcje równoprawnych sektorów gospodarki (państwowy, spółdzielczy i prywatny), handlu spółdzielczo-prywatnego, humanizmu socjalistycznego (Czesław Bobrowski, Julian Hochfeld, Jan Mulak) z programem bliskim PPR (gospodarka i handel w całości upaństwowione, kolektywizacja rolnictwa) i dążeniem do zjednoczenia obu partii (Cyrankiewicz, Matuszewski).
W przededniu XXVI Kongresu PPS skupiała ok. 150 tysięcy członków, z tego 15% stanowili starzy członkowie. Reszta to ludzie nowi, którzy związali się z PPS dopiero po wojnie.
W szczególności z daleka starano się trzymać socjalistów od aparatu bezpieczeństwa, dla porównania we Wrocławiu OM TUR w składzie ORMO stanowili tylko pojedyncze przypadki, gdy członkowie Związku Walki Młodych stanowili ich aż 40%, a członkowie PPS i organizacji partyjnych w UB stanowili 2% (87% PPR), w MO 13% (73% PPR). Także podczas referendum ludowego członkowie PPS we Wrocławiu byli reprezentowani tylko w 33 komisjach obwodowych, PPR natomiast w 81 komisjach obwodowych.
W wyborach do Sejmu Ustawodawczego PPS uzyskała 116 mandatów (26,13%), co było najlepszym wynikiem.
Mimo nacisków komunistów XVII kongres PPS obradujący w dniach 14-17 grudnia 1947 odbywał się pod hasłem PPS jest i będzie narodowi polskiemu potrzebna, co stanowiło wyraz dążeń do zachowania odrębności partii.
| Województwo            | liczba członków |
| ---------------------- | --------------- |
| warszawskie z Warszawą | 12 000          |
| łódzkie z Łodzią       | 14 831          |
| katowickie             | 15 000          |
| poznańskie             | 13 150          |
| krakowskie             | 30 000          |
| kieleckie              | 9785            |
| ogółem                 | 124 428         |

### Upadek
Józef Cyrankiewicz w swoim sprawozdaniu zawarł słowa, że PPS jest potrzebna Polsce, co wywołało oburzenie ze strony zwolenników Polskiej Partii Robotniczej i Związku Radzieckiego. Na posiedzeniu Rady Naczelnej PPS w dniach 18–22 września 1948 r. przyjęto pepeerowską wykładnię programową oraz usunięto z władz partyjnych kolejnych „niepożądanych”, w tym głównych architektów PPS jeszcze z czasów lubelskich – Edwarda Osóbkę-Morawskiego i Stanisława Szwalbe. Na grudniowym Kongresie we Wrocławiu udało się przyjąć uchwałę o wykluczeniu niektórych członków, którzy stanowili element chwiejny i oczyszczenia klasowego, co było o tyle dziwne, że robotnicy stanowili w PPS około 65%, dla porównania chłopi w Polskiej Partii Robotniczej stanowili 40% i byli największą reprezentacją w partii. Okazało się jednak że akcja oczyszczania szeregów była duża większa niż początkowo zakładano. Przed zjazdem zjednoczeniowym w ciągu paru tygodni usunięto z PPS 82 tysiące osób, co łącznie z poprzednimi czystkami, które objęły od początku roku ponad 100 tysięcy członków, oznaczało pomniejszenie PPS o jedną czwartą. 15 grudnia 1948 nastąpiło połączenie, a faktycznie włączenie PPS do Polskiej Partii Robotniczej i utworzenie Polskiej Zjednoczonej Partii Robotniczej.

### Po 1948
W 1978 Wolne Związki Zawodowe Wybrzeża uchwaliły swoją deklaracje, w której stwierdzały: Ruch związkowy w Polsce przestał istnieć ponad 30 lat temu. Likwidacja PPS, PSL i innych niezależnych reprezentacji społecznych przy dokonanej w 1947 centralizacji związków zawodowych doprowadziła do przekształcenia ich w przedstawiciela monopolistycznego pracodawcy, a nie pracowników. Działacze powojennego PPS, jak Aniela Steinsbergowa, Edward Lipiński (KOR), czy Jan Strzelecki (ekspert NSZZ „Solidarności”) i inni, aktywnie włączali się w działania opozycji demokratycznej w PRL.
W 1990 Edward Osóbka-Morawski podjął próbę reaktywacji Odrodzonej PPS, jednak założona przez niego partia nie odegrała żadnej roli w polityce.
14 grudnia 2003 Kongres Nadzwyczajny PPS, zorganizowany w 55. rocznicę rozwiązania partii, anulował wszystkie uchwały poprzednich władz dotyczące rozwiązania partii i wejścia jej w mariaż z PPR.

## Stan członkowski
Rozwój liczby członków Polskiej Partii Socjalistycznej w tysiącach (przed wojną około 21 tysięcy):
| Rok  | kwiecień | lipiec | grudzień |
| ---- | -------- | ------ | -------- |
| 1944 | –        | –      | –        |
| 1945 | 120      | 200    | –        |
| 1946 | –        | 400    | –        |
| 1947 | –        | 600    | 750      |
| 1948 | –        | –      | –        |

## Kalendarium wydarzeń[17]
- Połowa sierpnia 1944 r. – w Lublinie powstał Komitet Organizacyjny PPS.
- 10 września 1944 r. – w Lublinie ukazał się pierwszy numer organu Komitetu Organizacyjnego PPS – „Barykada Wolności”.
- 10–11 września 1944 r. – w Lublinie odbyła się konferencja członków PPS z terenów wyzwolonych (uznana później za XXV Kongres PPS), która opowiedziała się za poparciem programu PKWN, współpracą z PPR oraz wybrała Tymczasową Radę Naczelną (przewodniczący Bolesław Drobner) i Centralny Komitet Wykonawczy PPS (przewodniczący Edward Osóbka-Morawski).
- 16–17 września 1944 r. – w Rzeszowie odbyła się I konferencja wojewódzka PPS.
- 11 listopada 1944 r. – w Lublinie ukazał się pierwszy numer pisma „Robotnik” organu odrodzonej PPS.
- 17 listopada 1944 r. – obradowała Tymczasowa Rada Naczelna PPS, która potwierdziła konieczność ścisłej współpracy między PPS a PPR.
- 20 grudnia 1944 r. – w Lublinie odbyła się konferencja przedstawicieli CKW PPS i KC PPR w sprawie utworzenia Rządu Tymczasowego i współpracy obu partii.
- 27 stycznia 1945 r. – Członkowie RN i KC RPPS złożyli oświadczenie o rozwiązaniu partii i wezwali jej członków do wstąpienia do PPS.
- 29 stycznia 1945 r. – CKW PPS wydał instrukcję określającą zakres działalności partii oraz jej zasady organizacyjne.
- 25–16 lutego 1945 r. – w Warszawie obradowała Tymczasowa RN PPS, która omówiła problemy polityczne i organizacyjne partii oraz sprawy gospodarcze kraju.
- 4 marca 1945 r. – w Łodzi odbyła się I konferencja wojewódzka PPS.
- 8 kwietnia 1945 r. – w Bydgoszczy odbyła się I konferencja wojewódzka PPS.
- 22 kwietnia 1945 r. – Ukazał się komunikat CKW PPS i KC PPR o wspólnym organizowaniu obchodów 1 Maja.
- 6–7 maja 1945 r. – w Bydgoszczy odbył się I wojewódzki zjazd PPS.
- 27–28 maja 1945 r. – w Krakowie odbyła się I konferencja wojewódzka PPS.
- 2–3 czerwca 1945 r. – w Poznaniu odbyła się I konferencja wojewódzka PPS.
- 3–4 czerwca 1945 r. – w Katowicach odbyła się I konferencja wojewódzka PPS.
- 7 czerwca 1945 r. – powstała Spółdzielnia Wydawnicza „Wiedza” – instytucja wydawnicza PPS.
- 10–11 czerwca 1945 r. – w Gdańsku odbyła się I konferencja wojewódzka PPS.
- 11 czerwca 1945 r. – przedstawiciele PPS podjęli rozmowy z działaczami PPS-WRN w sprawie ich przystąpienia do odrodzonej partii.
- 24 czerwca 1945 r. – w Paryżu powstał Komitet Sekcji Odrodzonej PPS.
- 29 czerwca – 1 lipca 1945 r. – w Warszawie obradował XXVI Kongres PPS, który omówił sprawy: zjednoczenia ruchu socjalistycznego, perspektywy PPS w Polsce demokratycznej oraz wybrał Radę Naczelną, Centralny Sąd Partyjny i Centralną Komisję Rewizyjną. Rada Naczelna wybrała Stanisława Szwalbego swym przewodniczącym, Edwarda Osóbkę-Morawskiego przewodniczącym CKW, a Józefa Cyrankiewicza – sekretarzem generalnym CKW.
- 10–13 lipca 1945 r. – odbyły się kolejne rozmowy przedstawicieli PPS i PPS-WRN, zakończone porozumieniem o przystąpieniu PPS-WRN do PPS i dokooptowaniu 16 działaczy w skład RN PPS.
- 19 sierpnia 1945 r. – po kilkakrotnych dyskusjach w klimacie ostrych kontrowersji CKW PPS odrzucił ostatecznie porozumienie z 13 lipca i uznał, że członkowie PPS-WRN mogą wstępować do odrodzonej PPS tylko na zasadach zgłoszeń indywidualnych.
- 25–27 sierpnia 1945 r. – w Szczecinie odbyła się I konferencja wojewódzka PPS.
- 28 września 1945 r. – CKW PPS i KC PPR omówiły sprawę współdziałania obu partii w ruchu związkowym.
- 21–22 października 1945 r. – we Wrocławiu obradowała I konferencja wojewódzka PPS.
- 1 listopada 1945 r. – ukazał się pierwszy numer miesięcznika CKW PPS – „Przegląd Socjalistyczny”.
- 4 listopada 1945 r. – Rada Naczelna PPS wystąpiła z propozycją utworzenia Bloku Stronnictw Demokratycznych.
- 16–17 listopada 1945 r. – w Warszawie obradował krajowy zjazd nauczycieli członków PPS.
- 23 listopada 1945 r. – rozpoczęła działalność Rada Gospodarcza PPS.
- 30 listopada 1945 r. – Czesław Bobrowski, członek PPS został prezesem Centralnego Urzędu Planowania.
- 30 listopada 1945 r. – powstała Komisja Polityczna CKW PPS w składzie: Józef Cyrankiewicz, Edward Osóbka-Morawski, Kazimierz Rusinek, Stanisław Szwalbe.
- 19 grudnia 1945 r. – CKW PPS ostatecznie podjął decyzję o przyjęciu do partii Zygmunta Żuławskiego i związanej z nim grupy działaczy, pod warunkiem zaakceptowania założeń odrodzonej PPS. Ustalono, że do RN PPS zostanie dokooptowanych 12 osób z tej grupy.
- 23 grudnia 1945 r. – Zygmunt Żuławski ogłosił na łamach „Robotnika” oświadczenie: „Wzywam do szeregów jednolitej PPS”.
- 30 stycznia 1946 r. – CKW wystąpił z apelem o utworzenie bloku wyborczego 6 stronnictw politycznych (PPS, PPR, SD, SP, SL, PSL).
- 17 lutego 1946 r. – rozpoczęła działalność Socjalistyczna Agencja Prasowa, zorganizowana przez PPS.
- 18 lutego 1946 r. – w Warszawie rozpoczęła pracę Centralna Szkoła Partyjna PPS.
- 25 marca 1946 r. – prezydium CKW PPS wysunęło propozycję przeprowadzenia w kraju referendum ludowego w sprawie zagadnień ustrojowych i polityki zagranicznej Polski.
- 31 marca 1946 r. – odbyło się posiedzenie RN PPS, która dokooptowała do swego składu 6 osób z grupy działaczy związanych z Zygmuntem Żuławskim. Ponieważ według ustaleń z 19 grudnia 1945 r., do RN miało wejść 12 osób z tej grupy, trzech dokooptowanych, w tym Żuławski, odmówiło na znak protestu przyjęcia mandatów.
- 17–19 maja 1946 r. – delegacja PPS uczestniczyła w pierwszej po wojnie międzynarodowej konferencji partii socjalistycznych w Wielkiej Brytanii.
- 9–10 czerwca 1946 r. – w Olsztynie odbyła się I konferencja wojewódzka PPS.
- 17 czerwca 1946 r. – w Warszawie rozpoczął się zjazd członków PPS, uczestników walki zbrojnej z Niemcami.
- 27–28 lipca 1946 r. – obradowała I konferencja stołecznej organizacji PPS.
- 5 sierpnia 1946 r. – w Szczecinie odbyła się I konferencja wojewódzka PPS.
- 10 sierpnia 1946 r. – rozpoczęła działalność Rada Chłopów Socjalistów PPS.
- 25 sierpnia 1946 r. – obradowała RN PPS, która opowiedziała się za kontynuowaniem jednolitofrontowej polityki partii.
- 10 listopada 1946 r. – rozpoczęła działalność Rada Kobiet PPS.
- 28 listopada 1946 r. – CKW PPS i KC PPR zawarły umowę o jedności działania.
- 7–9 grudnia 1946 r. – delegacja PPS uczestniczyła w pierwszej konferencji partii socjalistycznych Europy Środkowej i Południowo-Wschodniej, jaka odbyła się w Pradze.
- 19 stycznia 1947 r. – w wyborach do Sejmu Ustawodawczego PPS uzyskała 116 mandatów poselskich.
- 3 lutego 1947 r. – powstał Związek Parlamentarny Polskich Socjalistów (klub poselski PPS), którego przewodniczącym został Julian Hochfeld.
- 8 lutego 1947 r. – Sekretarz generalny CKW PPS, Józef Cyrankiewicz, został prezesem Rady Ministrów.
- 7 maja 1947 r. – CKW PPS podjął uchwałę w sprawie jednolitego frontu klasy robotniczej w Polsce.
- 29 czerwca 1947 r. – Edward Osóbka-Morawski ustąpił ze stanowiska przewodniczącego CKW PPS, które powierzono Kazimierzowi Rusinkowi.
- 13 września 1947 r. – odbyło się wspólne posiedzenie CKW PPS i KC PPR poświęcone zaostrzeniu sytuacji międzynarodowej związanemu z ofensywą sił imperialistycznych.
- 21 października 1947 r. – CKW PPS podjął uchwałę opowiadającą się za międzynarodową jednością socjalistów i komunistów.
- 28 listopada-2 grudnia 1947 r. – przedstawiciele PPS uczestniczą w konferencji partii socjalistycznych w Amsterdamie, która utworzyła Komitet Międzynarodowych Konferencji Socjalistycznych (Comisco).
- 14–17 grudnia 1947 r. – we Wrocławiu obradował XXVII Kongres PPS, który podkreślając konieczność dalszego umacniania się jedności działania PPS i PPR stwierdził, że PPS jest potrzebna narodowi polskiemu. Kongres wybrał Radę Naczelną, Centralny Sąd Partyjny, Centralną Komisje Rewizyjną i sekretarza generalnego CKW, którym został Józef Cyrankiewicz. Rada Naczelna wybrała CKW, którego przewodniczącym został Kazimierz Rusinek.
- 8 stycznia 1948 r. – w Warszawie odbyła się konferencja literatów członków PPS.
- 17 marca 1948 r. – na posiedzeniu Rady Stołecznej PPS sekretarz generalny CKW Józef Cyrankiewicz wygłosił referat formułujący zasady zjednoczenia PPS i PPR.
- 22 marca 1948 r. – PPS wystąpiła z Comisco.
- 23 marca 1948 r. – CKW PPS podjął rezolucję akceptującą rozpoczęcie przygotowań do zjednoczenia ruchu robotniczego w Polsce.
- 3 kwietnia 1948 r. – odbyło się wspólne posiedzenie CKW PPS i KC PPR, które uchwaliło rezolucję stwierdzającą potrzebę zjednoczenia ruchu robotniczego i określającą główne etapy oraz kierunki przygotowań do zjednoczenia. Podjęto decyzje o budowie Domu Zjednoczonej Partii Klasy Robotniczej.
- 23 kwietnia 1948 r. – Rada Naczelna PPS poparła idee jedności organicznej partii klasy robotniczej.
- 10 maja 1948 r. – rozpoczęło się wspólne szkolenie ideologiczne członków PPS i PPR.
- 5–8 czerwca 1948 r. – w Warszawie odbyła się konferencja działaczy lewicy socjalistycznej z Czechosłowacji, Finlandii, Włoch, Francji, Węgier i Polski.
- 18–22 września 1948 r. – obradowała Rada Naczelna PPS, która dokonała krytycznej oceny tradycji partii i uznała za słuszne zjednoczenie partii na zasadach marksizmu-leninizmu. Z funkcji przewodniczącego RN ustąpił Stanisław Szwalbe, a objął ją Stanisław Kowalczyk. Z funkcji przewodniczącego CKW ustąpił Kazimierz Rusinek, objął ją Henryk Świątkowski.
- Wrzesień 1948 r. – rozpoczęła się weryfikacja członków PPS i PPR przed zjednoczeniem obu partii. Do grudnia 1948 usunięto z PPS – 13% członków, z PPR – 3% członków.
- 3 listopada 1948 r. – odbyło się wspólne posiedzenie CKW PPS i KC PPR poświęcone przygotowaniom do zjazdu zjednoczeniowego.
- 14 grudnia 1948 r. – w Warszawie obradowały XXVIII Kongres PPS i II Zjazd PPR, które podjęły uchwały o zjednoczeniu partii.
- 15–21 grudnia 1948 r. – w Warszawie odbył się Kongres Zjednoczeniowy PPR i PPS, na którym utworzono Polską Zjednoczoną Partię Robotniczą.